# مارتن بيتي
مارتن بيتي (بالإنجليزية: Martin Petit)‏ (و. 1968 – م) هو ممثل، من كندا، ولد في لافال.

## روابط خارجية
- مارتن بيتي على موقع IMDb (الإنجليزية)
- مارتن بيتي على موقع قاعدة بيانات الفيلم (الإنجليزية)